# Лига 1 (рагби 13)
РФЛ Лига 1 (енгл. RFL League 1) је трећа, професионална, британска лига у рагбију 13, у којој поред британских, учествују још и професионални рагби 13 клубови из Канаде и из Француске.
Такмичењем руководи рагби 13 федерација Енглеске, а спонзор лиге је позната британска кладионица "Бетфред", чији је власник пребогати, енглески бизнисмен, Фред Дон.
У РФЛ Лиги 1 учествује 10 професионалних рагби 13 клубова. Професионални рагби 13 клубови који се такмиче у РФЛ Лиги 1, имају прилику да се изборе за пласман у виши ранг, РФЛ Чемпионшип.
Водећи људи Рагби 13 клуба Црвена звезда, су рекли да имају амбиције да се такмиче у некој од нижих британских лига. Ово тренутно звучи као сан, али било би одлично, због развоја рагбија 13 у нашој отаџбини Србији, да се трофејна црвено-бела рагби екипа из Београда, заиста укључи у британски систем такмичења.
Највеће успехе до сада у РФЛ Лиги 1, су забележели Јорк, Дјусбери и Ханслет.

## Историја

### Списак победника РФЛ Лиге један од 2003. до данас
- 2003. Кејли
- 2004. Беров
- 2005. Јорк
- 2006. Дјусбери
- 2007. Крусејдерс
- 2008. Њукасл
- 2009. Дјусбери
- 2010. Ханслет
- 2011. Свинтон
- 2012. Донкастер
- 2013. Норт Велс
- 2014. Ханслет
- 2015. Олдам
- 2016. Рочдејл
- 2017. Торонто
- 2018. Јорк
- 2019. Вајтхевен
- 2020. Није се играло због пандемије ковида 19

### Табела победника РФЛ Лиге један у рагбију 13
- Дјусбери , два пута победници РФЛ Лиге 1
- Ханслет  2
- Јорк  2
- Торонто  1
- Кејли  1
- Беров  1
- Крусејдерс  1
- Гејтсхед  1
- Свинтон  1
- Донкастер  1
- Норт Велс  1
- Олдам  1
- Рочдејл  1
- Вајтхевен  1

## Рагби 13 клубови учесници РФЛ Лиге један 2022.
Списак учесника, година оснивања рагби 13 клуба, стадион на коме играју утакмице као домаћини.
- Отава ејкс , основан 2019. Стадион ТД, 25 000 места.
- Вест Велс рејдерс , основан 2009. Парк Стибонхит, 3 000 места.
- Норт Велс крусејдерс , основан 2011. Стадион Квинсвеј, 8 000 места.
- Беров рејдерс , основан 1875. Крејвен парк, 3 000 места.
- Ковентри берс , основан 1998. Батс парк, 4 000 места.
- Донкастер , основан 1951. Стадион Кипмоут, 15 000 места.
- Ханслет , основан 1973. Стадион Саут Лидс, 4 000 места.
- Кејли кугуарс , основан 1900. Кугуар парк, 7 000 места.
- Лондон скуларс , основан 1995. Стадион Њу Ривер, 5 000 места.
- Рочдејл хорнетс , основан 1871. Арена Краун Оил, 10 000 места.
- Ворктингтон таун , основан 1945. Дервент парк, 10 000 места.

## Формат такмичења
У РФЛ Лиги један учествује 10 професионалних рагби 13 клубова из неколико држава. Игра се двокружно, свако игра против свакога код куће и на страни. Два бода се добијају за победу и један бод за нерешено. Нема испадања у нижи ранг.
На крају лигашког дела такмичења, првопласирани иде у виши ранг, а други, трећи, четврти, пети и шести се боре у плеј офу.

## Медији
Скај спортс, Премијер спортс, Гејм тв и СБС спортс преносе утакмице.

## Спонзори
Тренутни генерални спнзор РФЛ Лиге 1 јесте позната, британска спортска кладионица "Бетфред".

## Судије
Правду на утакмицама Лиге 1 деле обучене, висококвалификоване, професионалне судије.

## Систем британског клупског рагбија 13

### Професионалне лиге
Прва, друга и трећа британска лига у рагбију 13, су професионалне лиге:
- 1. Суперлига
- 2. РФЛ Чемпионшип
- 3. РФЛ Лига 1

### Аматерске лиге
Четврта и пета британска лига у рагбију 13, су аматерске лиге:
- 4. Националне конференцијске лиге
- 5. Регионалне лиге